# Gammarus oceanicus
Gammarus oceanicus är en kräftdjursart som beskrevs av Segerstråle 1947. Gammarus oceanicus ingår i släktet Gammarus och familjen Gammaridae. Arten är reproducerande i Sverige. Inga underarter finns listade i Catalogue of Life.